# DJ HILO586
DJ HILO586（ディージェイ・ヒロゴーハチロク、1978年4月25日 - ）は愛知県・岐阜県・三重県（東海3県）を中心に活動するDJである。
自身のプレイヤーとしての活動の他に愛知を中心にイベントオーガナイザー(イベントプロデューサー)としても活動し、様々なCLUBイベント等を主催している。2001年4月～2014年9月にまでに379回のCLUBイベントを主催しており、2000年以降、愛知・岐阜・三重の東海3県でこのジャンルで言うと最も知名度の高いイベントオーガナイザーと呼ぶ者もいる。
現在は、“沢原 ひろし”名義にてYouTubeビジネスコンサルタントを行っていつつ、今後のイベントの再開を見計らっていると言われている。

## 来歴
東海地方中心にDJとして活動を始める。海外のアーティスト(グランドマスター・フラッシュ、Tony Touch、Fatman Scoop、Big Kap、The Pharcyde、DJ V.SMOOVE&SERGSNIPIE、DJ KOOL、REY-MO、Just Blaze、DJ Whoo Kid)等の全国ツアーのフロントアクトを務めた経歴を持つ。
2001年4月、CLUBイベント「MY MEN」を主催する。そのまま月1回のペースでイベントは開催され、2014年6月15日に開催されたイベントが「MY MEN」の153回目のイベントにあたり、その日のイベントタイトルが「MY MEN Vol.153」になる。2001年6月、CLUBイベント「BROTHER」を主催し、そのまま月1回のペースでイベントは開催され、2014年7月27日に開催されたイベントにて「BROTHER」は終了している。その日のイベントタイトルが「BROTHER FINAL」になり、「BROTHER」の開催回数は146回目にあたる。2007年9月、CLUBイベント「FLY＆FLASHY」を主催する。そのまま月1のペース(2カ月に1回のペースの時期もある)でイベントは開催され、2014年9月21日に開催されたイベントが「FLY＆FLASHY」の80回目のイベントにあたり、その日のイベントタイトルが「FLY＆FLASHY Vol.80」になり、その後「FLY＆FLASHY」は休止している。2014年9月21日以降イベントは開催されておらず、現在も次回開催日は未定のままになっている。
DJ HILO586がオーガナイズした全イベント総計379回の予想集客数合計は55,000人を超えると予想される。
過去出演アーティスト(guestも含める)とKダブシャイン (KGDR)、crystal boy (nobodyknows+)、SLyblue、R指定 (ラッパー)、BMW、妖怪うらに洗い、HIDA (韻踏合組合)、SHINGO☆西成、鎮座DOPENESS、Ace the Chosen OnE、Myu-A、Strok等が挙げられる。過去レギュラーアーティストにはスパゲティ博士、Li-Luck、COOR、holy the 1st、SARI、カズバンタナ、MASY+、TY-L@、Dice、cozy等が挙げられる。